# Kreuz Duisburg-Nord
Het Kreuz Duisburg-Nord is een knooppunt in de Duitse deelstaat Noordrijn-Westfalen. Op dit klaverturbineknooppunt kruist de A59 (Dinslaken-Leverkusen-West) de A42 (Kamp-Lintfort-Dortmund).

## Geografie
Het knooppunt ligt in het noorden van de stad Duisburg, in het stadsdeel Meiderich/Beeck, in de metropoolregio Rijn-Ruhr. Nabijgelegen stadsdelen zijn Alt-Hamborn, Beeck, Bruckhausen en Meiderich. Het knooppunt ligt ongeveer 5 km ten noorden van het stadscentrum van Duisburg, ongeveer 8 km ten westen van Oberhausen en ongeveer 20 km ten noordwesten van Essen. In het zuidoosten grenst het knooppunt aan het Landschaftspark Duisburg-Nord.

## Rijstroken
Nabij het knooppunt heeft de A59 2x2 rijstroken en de A 42 heeft 2x3 rijstroken. Alle verbindingsbogen hebben één rijstrook. Op de A 59 vormt het knooppunt een gecombineerde afrit met de afrit Duisburg-Althamborn.

## Verkeersintensiteiten
In 2010 werd het knooppunt dagelijks door ongeveer 140.000 voertuigen gebruikt. 
| Van                        | Naar                         | Gemiddeld aantal voertuigen per dag | Percentage vrachtverkeer |
| -------------------------- | ---------------------------- | ----------------------------------- | ------------------------ |
| AS Duisburg-Beeck (A 42)   | AK Duisburg-Nord             | 66.100                              | 11,6 %                   |
| AK Duisburg-Nord           | AS Duisburg-Neumühl (A 42)   | 68.400                              | 12,3 %                   |
| AS Duisburg-Hamborn (A 59) | AK Duisburg-Nord             | 71.500                              | 04,5 %                   |
| AK Duisburg-Nord           | AS Duisburg-Meiderich (A 59) | 74.600                              | 05,9 %                   |

## Richtingen knooppunt
| Aansluitende wegen                            | Aansluitende wegen             | Aansluitende wegen                 | Aansluitende wegen | Aansluitende wegen |
| --------------------------------------------- | ------------------------------ | ---------------------------------- | ------------------ | ------------------ |
|                                               |                                | richting Duisburg-Nord / Dinslaken |                    |                    |
|                                               |                                |                                    |                    |                    |
| richting Duisburg-Beeck Kamp-Lintfort / Venlo | richting Oberhausen / Dortmund |                                    |                    |                    |
|                                               |                                |                                    |                    |                    |
|                                               |                                | richting Duisburg / Düsseldorf     |                    |                    |